# Rundtörn mit zwei halben Schlägen
Der Rundtörn mit zwei halben Schlägen ist ein Knoten zur sicheren Befestigung einer Leine an einem Gegenstand. Er besteht aus einem Rundtörn, der um einen Gegenstand gewickelt ist und aus zwei halben Schlägen, die um die eigene Leine gebunden sind.

## Anwendung
Dieser Knoten kann auch unter Spannung gebunden und gelöst werden. Er eignet sich zum Festbinden an Stangen, Ringen, Pollern oder anderen Gegenständen und ist sehr zuverlässig. Bereits mit dem ersten Törn am Poller kann ein Schiff beim Anlegen kontrolliert werden. Der Knoten kann auch mitten im Seil verwendet werden.

## Knüpfen
Zuerst wird ein Rundtörn um eine Stange oder einen Ring gelegt, dann werden zwei halbe Schläge um die stehende Part herumgelegt. Zu beachten ist, dass die beiden halben Schläge dieselbe Drehrichtung um die stehende Part haben und somit einen „laufenden“ Webeleinenstek und keinen Ankerstich bilden.

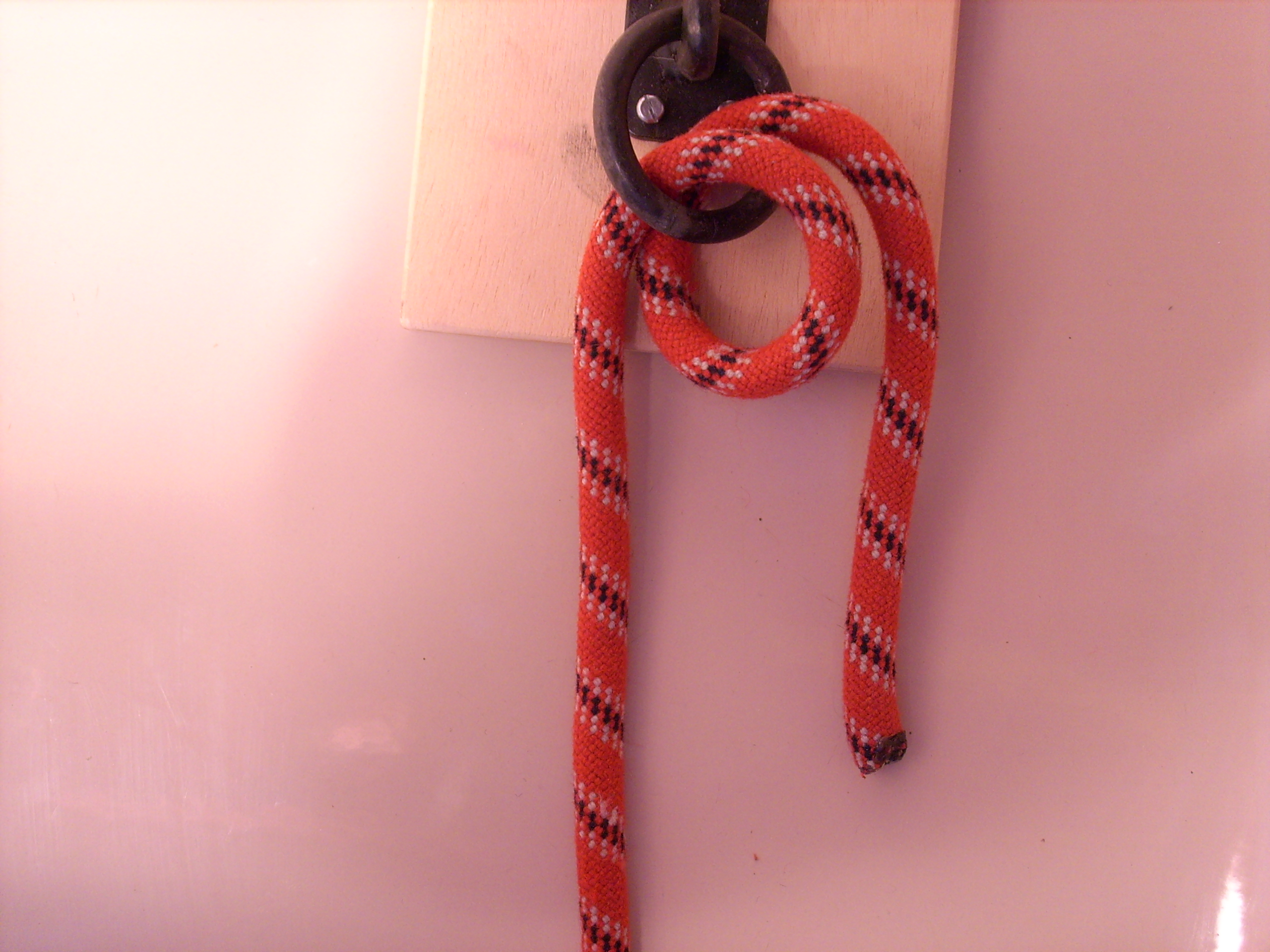
Rundtörn
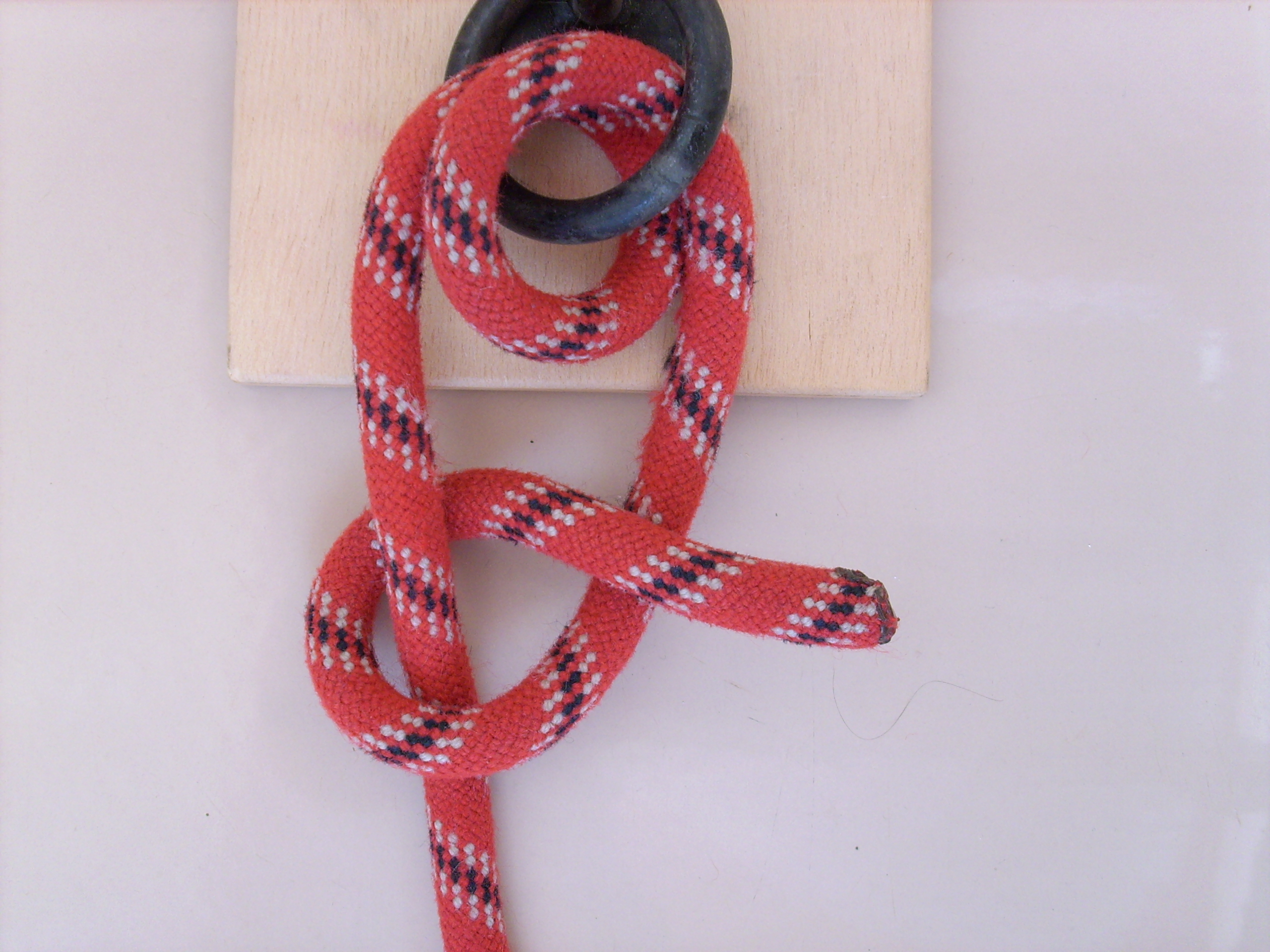
Ein halber Schlag
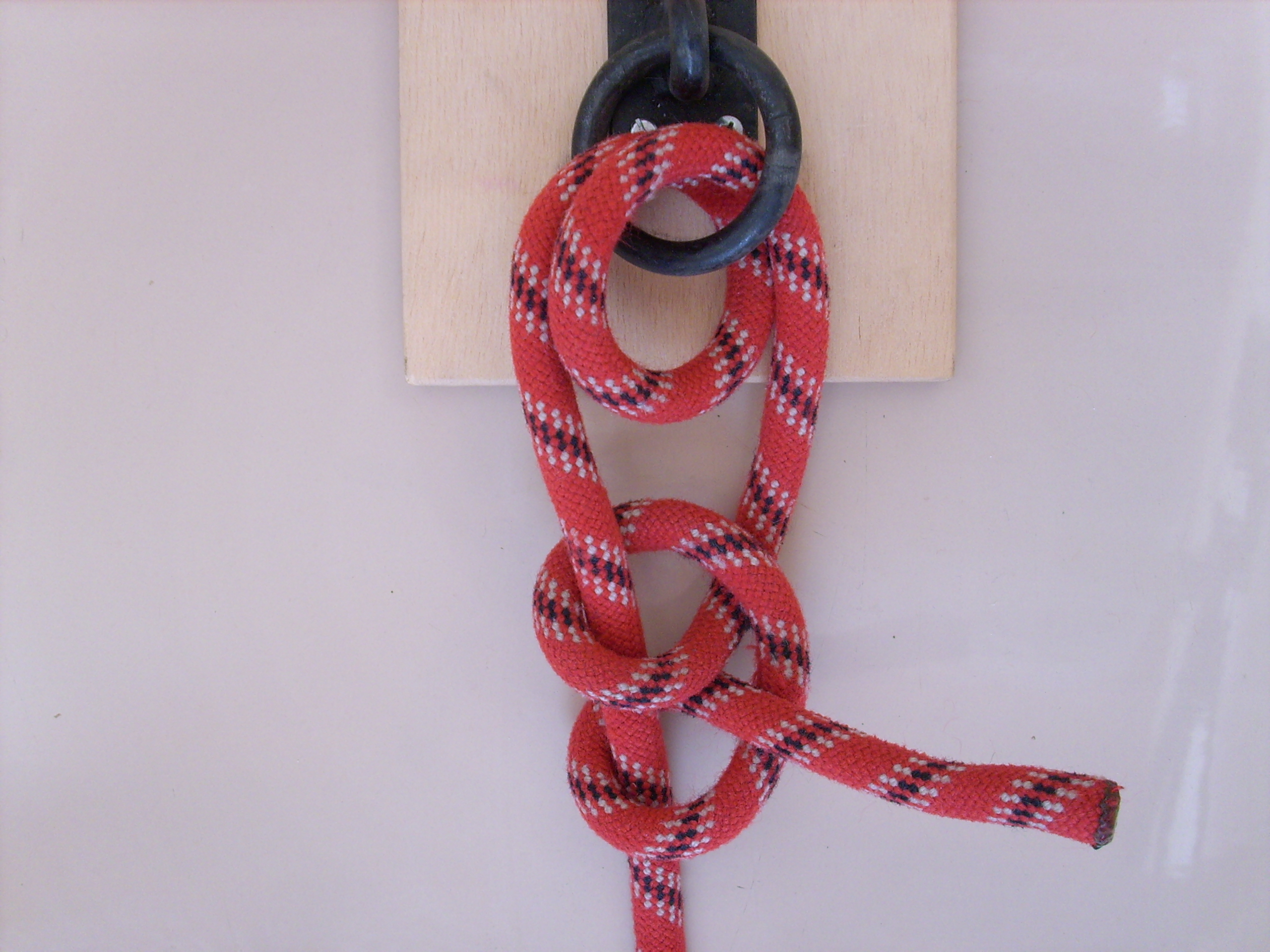
Zweiter halber Schlag. Fertig

Bei langem Restseil wird in dieses eine lange Bucht gelegt und der abschließende Webleinstek mit dieser Bucht geknüpft. Am Poller wird das Seil zweimal herumgeschlungen und die zwei halben Schläge werden dann mit einer Bucht geknüpft (der erste halbe Schlag liegt dann auf Slip).

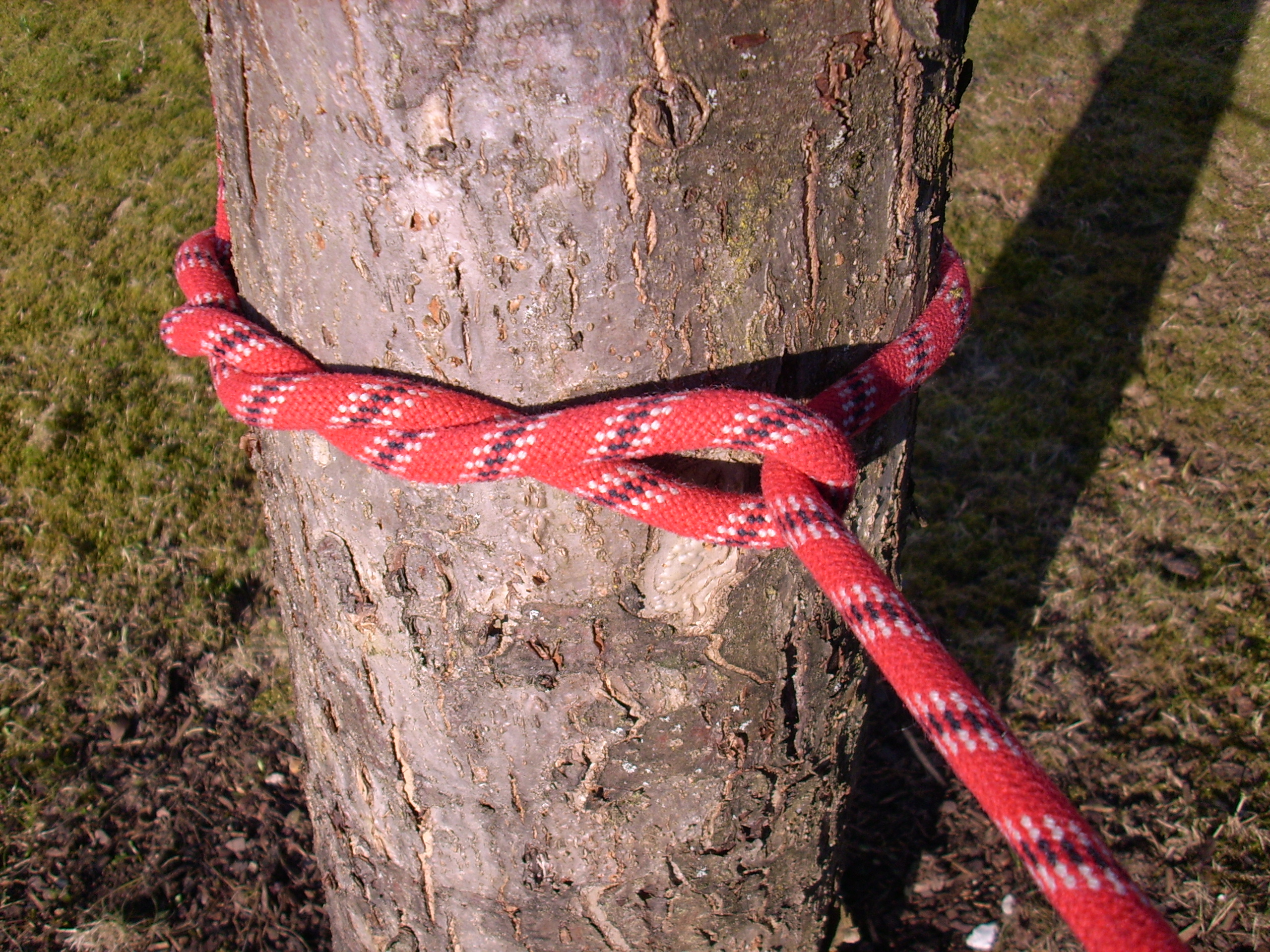
Zimmermannsschlag

## Alternativen
- Im Bauhandwerk wird der Zimmermannsschlag verwendet.
- Kletterer verwenden zum Anseilen den Achterknoten oder den doppelten Bulin.
- Höhlenforscher verwenden den Höhlenknoten.
- In der Seefahrt wird der Palstek für vielfältigen Einsatz verwendet.
- Um eine Leine dauerhaft an einem Ring, einem Schäkel oder einer Spiere (Rundholz) zu befestigen, benutzt man einen Gordingstek, aber anders als beim Rundtörn mit zwei halben Schlägen beginnt man von außen und setzt den zweiten halben Schlag nach innen zur Schlinge, so dass sich dieser beim Zuziehen bekneift. Deshalb kann die lose Part auch sehr kurz gehalten sein.[1]
- Auch der Roringstek dient hauptsächlich zum dauerhaften Verbinden einer Leine mit einem Ring.
- An einem Pfahl benutzt man in der Seefahrt den Webeleinenstek.
- Reiter binden Pferde mit dem Pferdeanbindeknoten fest.

## Abwandlungen
- Wird der Gegenstand nur mit einem einzelnen Törn umschlungen und mit zwei halben Schlägen um seine eigene stehende Part festgemacht, spricht man häufig nur von zwei halben Schlägen (ABoK #1710). Der Unterschied zum Webeleinenstek besteht darin, dass die zwei Halben Schläge nach einem einzelnen Törn um einen Gegenstand (eine Stange)  „rund um die stehende Part der eigene Leine festgemacht wird“, während die zwei Halben Schläge des  Webeleinenstek direkt „um den Gegenstand geknotet sind“.[2]
- Wird anstelle der Rundtörns ein Halbmastwurf gelegt, entsteht ein backhanded hitch.[3] Mit ihm lässt sich die Last besser kontrollieren. Ist der Poller sehr breit, so dass es zu viel Aufwand wäre, das Seil zweimal herumzuführen, kann man einmal eine Bucht herumführen und die lose Part durch die Bucht stecken.[4] Es entsteht so ebenfalls ein Halbmastwurf, der bei Last in die erste Form kentern kann.
- Wird der erste halbe Schlag durch die zwei Rundtörns geführt und der zweite halbe Schlag weggelassen, entsteht der Roringstek.

Zwei halbe Schläge (ABoK #1710). Genauer gesagt: Ein Törn um eine Stange und zwei halbe Schläge
Webeleinenstek (ABoK #1176–1180). Genauer gesagt: Zwei halbe Schläge um eine Stange
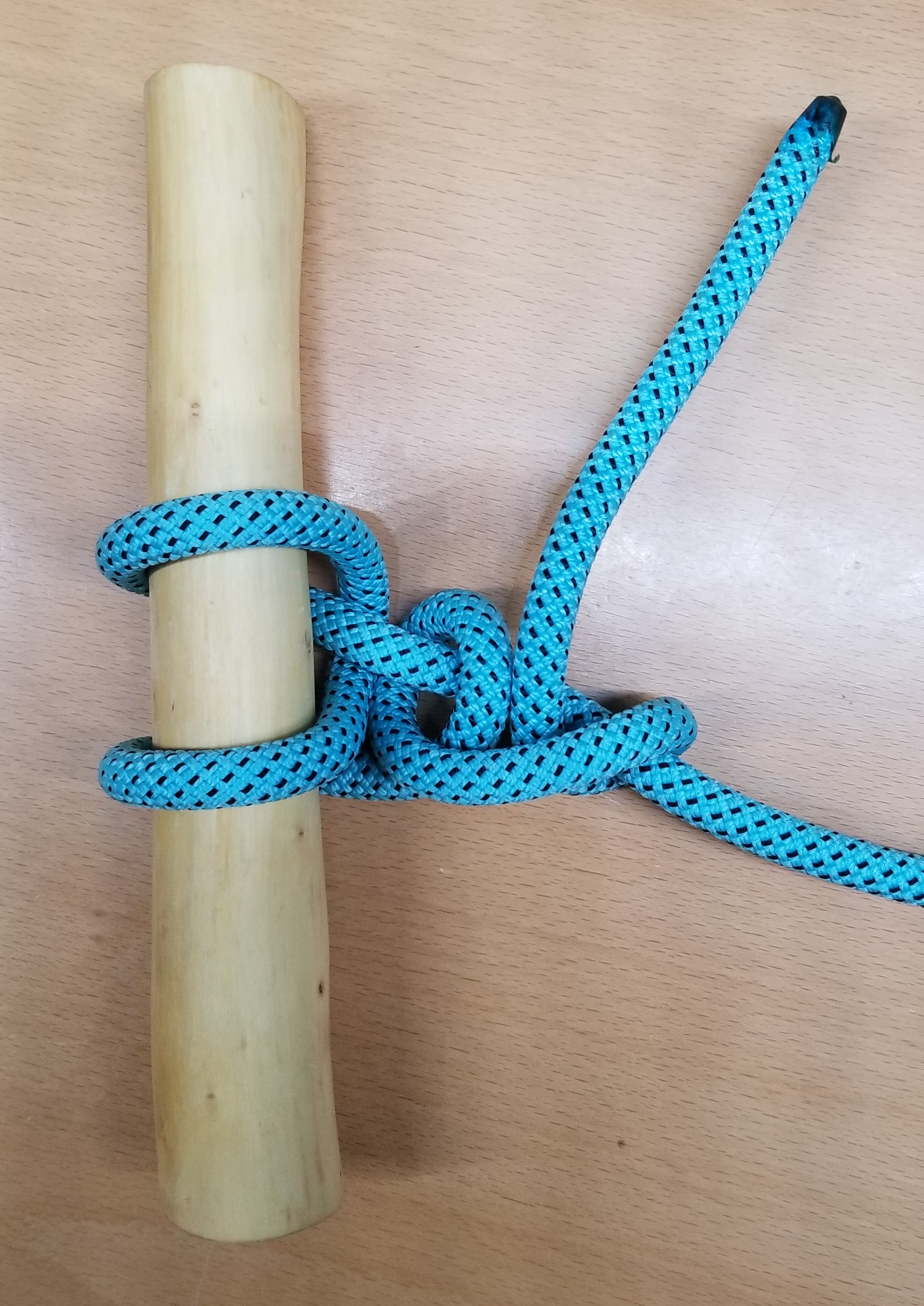
Halbmastwurf mit zwei Halben Schlägen (engl. Backhanded hitch)
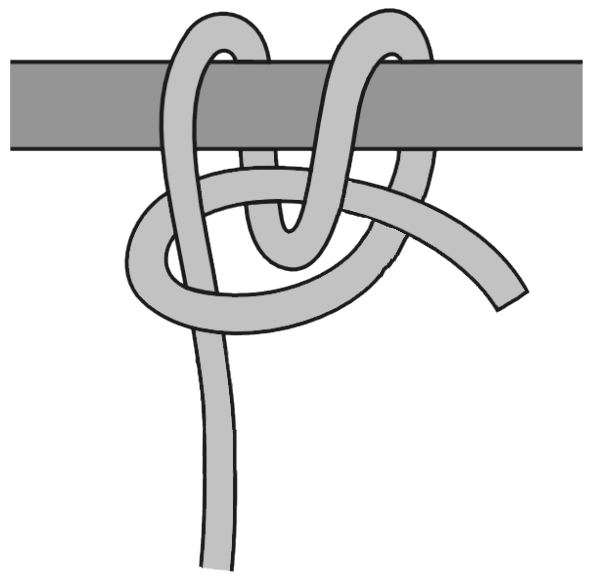
Roringstek